# Brynolf Gerlaksson
Brynolf Gerlaksson, död 1505, verkade under medeltidens slutskede som biskop i Skara.
Vid Rostocks universitet var Gerlaksson inskriven 1468. År 1478, före reformationen, vigdes Brynolf Gerlaksson till katolsk biskop i Skara. En av hans mest betydande insatser för Skara stift var att trycka Brevarium Scarense. I slutet på 1400-talet lät han uppföra biskopshuset i Husaby, en stenborg i renässansstil där alla stiftets biskopars porträtt i riddarsalen fick karaktärsrelaterade biografier på rimmad vers: Skara stifts rimkrönika. 
När borgen grävdes ut vid en arkeologisk undersökning på 1960-talet hittades förutom fynd från medeltiden och yngre järnåldern, även murar från ett äldre stenhus, möjligen Husaby kungsgård om det nu inte rörde sig om kvarlevor från ett försvunnet kloster. Enligt en legend hade Emund den gamle här grundat ett benediktinkloster och av den anledningen kallas området norr om borgen för Klosterbacken. Borgens massiva kärntorn med romerska fönstergluggar finns bevarat som ruin. Biskop Brynolf Gerlaksson lär även ha varit involverad i återuppbyggandet av Läckö slott som blivit totalförstört i en brand på 1470-talet. På biskopsstolen efterträddes han efter sin död av holländaren Vincentius Bellenack med det försvenskade namnet Vincens Henningsson.